# 安赫勒斯
安赫勒斯（咱人话：红奚礼示，他加禄语：Lungsod ng Angeles；邦板牙語：Ciudad ning Angeles）是菲律宾邦板牙省的城市，是一座属于一等的高度城市化的城市。安吉利斯在邦板牙省内自治，全市人口314,493（2007年8月）。
安吉利斯曾是美国本土以外最大的美军基地所在地，1991年皮纳图博火山爆发使美军撤出，令安吉利斯经济受损很大。该城有“中央吕宋娱乐之都”之称，其红灯区十分著名(主要客人是美軍和外國旅客)。有克拉克国际机场。